# Charge de la preuve en droit français
Pour un article plus général, voir Charge de la preuve (droit).
Pour l’article homonyme, voir Charge de la preuve (philosophie).
En droit français, la charge de la preuve est l'obligation de faire passer[style à revoir] un argument étayé (une preuve) visant à établir une conclusion d'un point de vue opposé à sa propre position. La charge de la preuve peut seulement être établie par des éléments de preuve. Elle repose en règle générale sur la partie souhaitant faire exécuter une obligation. Des aménagements permettent, dans certains cas précisés par la loi, de faire reposer la charge de la preuve sur la partie accusée. C'est alors à la personne ou structure accusée de prouver qu'elle n'a pas commis d'infraction (par exemple, dans les cas de discriminations).  
La charge de la preuve est un sujet particulièrement important du droit civil ou en droit pénal, notamment en matière de présomption d'innocence.

## Régime général de la charge de la preuve
La charge de la preuve (latin : onus probandi) repose sur l'une ou l'autre des parties. En vertu de la maxime latine necessitas probandi incumbit ei qui agit, la règle générale est que « la nécessité de la preuve incombe à celui qui se plaint ».  La charge de la preuve est normalement du ressort de la partie qui dépose une nouvelle plainte. L'exception à cette règle est le prima facie ou la preuve « de prime abord » : une preuve considérée comme suffisante pour établir une conclusion jusqu'à sa réfutation.
Comme le dispose l'article 1353 du Code civil français, "Celui qui réclame l'exécution d'une obligation doit la prouver. Réciproquement, celui qui se prétend libéré doit justifier le paiement ou le fait qui a produit l'extinction de son obligation". Dès lors, la charge de la preuve repose sur le demandeur, ou, le cas échéant, sur celui qui se prétend libéré d'une obligation à laquelle il était tenu.

## Renversement de la charge de la preuve
Les présomptions légales sont des présomptions établies par la loi, elles apportent exception au principe selon lequel c'est au demandeur de prouver en opérant un renversement de la charge de la preuve.
Ce renversement est permis sur le raisonnement juridique de la présomption qui permet de déduire l'existence d'un fait inconnu en s'appuyant sur un fait connu.
Dans le cadre de discriminations et de harcèlement, en France, le principe d'aménagement de la charge de la preuve s'applique.  
Ainsi, l'article 4 de la loi 2008-496 portant sur la lutte contre les discriminations précise cette inversion de la charge de la preuve : "Toute personne qui s'estime victime d'une discrimination directe ou indirecte présente devant la juridiction compétente les faits qui permettent d'en présumer l'existence. Au vu de ces éléments, il appartient à la partie défenderesse de prouver que la mesure en cause est justifiée par des éléments objectifs étrangers à toute discrimination." 